# Rovio, Ticino
Rovio är en ort i kommunen Val Mara i kantonen Ticino, Schweiz. Orten var före den 10 april 2022 en egen kommun, men slogs då samman med kommunerna Maroggia och Melano till den nya kommunen Val Mara.